# Schwyzský honič
Schwyzský honič (německy Schwyzer Laufhund), známý také jako švýcký honič, je plemeno psa spadající do podsekce švýcarští honiči. Je pojmenován po švýcarském kantonu Schwyz.

## Historie
Všichni švýcarští honiči jsou velmi stará plemena psů, schwyzský honič je nejspíše nejstarší z nich . Nejstarší zmínku o nich najdeme v curyšské katedrále, kde jsou malby datující se až k roku 1100 . Pravděpodobnými předky Schwyzského honiče je porcelaine a — dnes již vyhynulý — francouzský bílooranžový honič. Vznikl na hranicích mezi Francií a Švýcarskem. Jeho původní využití byl lov zajíců a lišek, později i vysoké zvěře. Dnes jej najdeme jako loveckého psa i jako společníka.

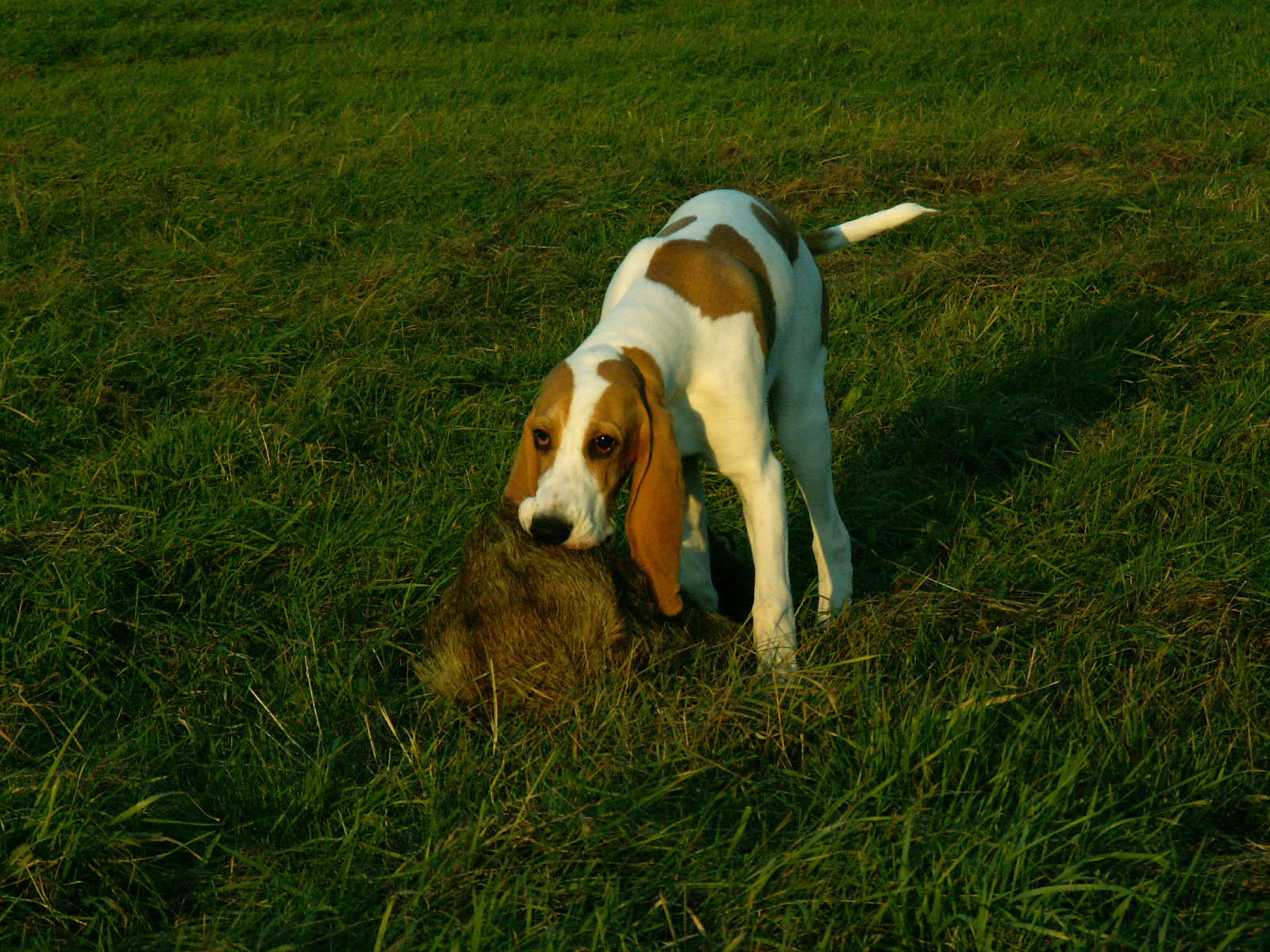
Stopující schwyzský honič

## Povaha
Schwyzský honič je velmi aktivní a hravý. Má rád veškeré typy pohybu. Je přátelský. Je známý i tím, že dokáže lovit a pracovat sám, čímž se hodí pro hony v nepřehledném terénu. Má vyvinuté lovecké pudy a pokud nemá dost pohybu, bude utíkat. K cizím je uzavřený, svému majiteli oddaný. Není příliš dominantní, spíše klidný. Sebevědomý. Schwyzský honič je známý i svým strachem z vody.
Hodí se k dětem. Ostatní zvířata toleruje, ale má sklony pronásledovat vše, co se rychle pohybuje, nevyjma cyklisty a domácí zvířata. Je vhodné jej chovat ve smečce s jinými psy.
Je to dobrý hlídač. Má silný a vysoký hlas. Štěká, pokud cítí nablízku kořist. Pokud cítí, že je majetek majitele ohrožen, nebojí se zaútočit.

## Péče

### Péče o srst
Srst schwyzského honiče je přiléhavá a krátká, dobře kryje proti chladu i vodě. Líná dvakrát do roka, v tomto období je potřeba ji kartáčovat hřebenem s měkkými štětinami každý den. Jinak je jeho srst bezúdržbová. Protože má plemeno odpor k vodě, nemyjte psa, pokud to opravdu nepotřebuje.

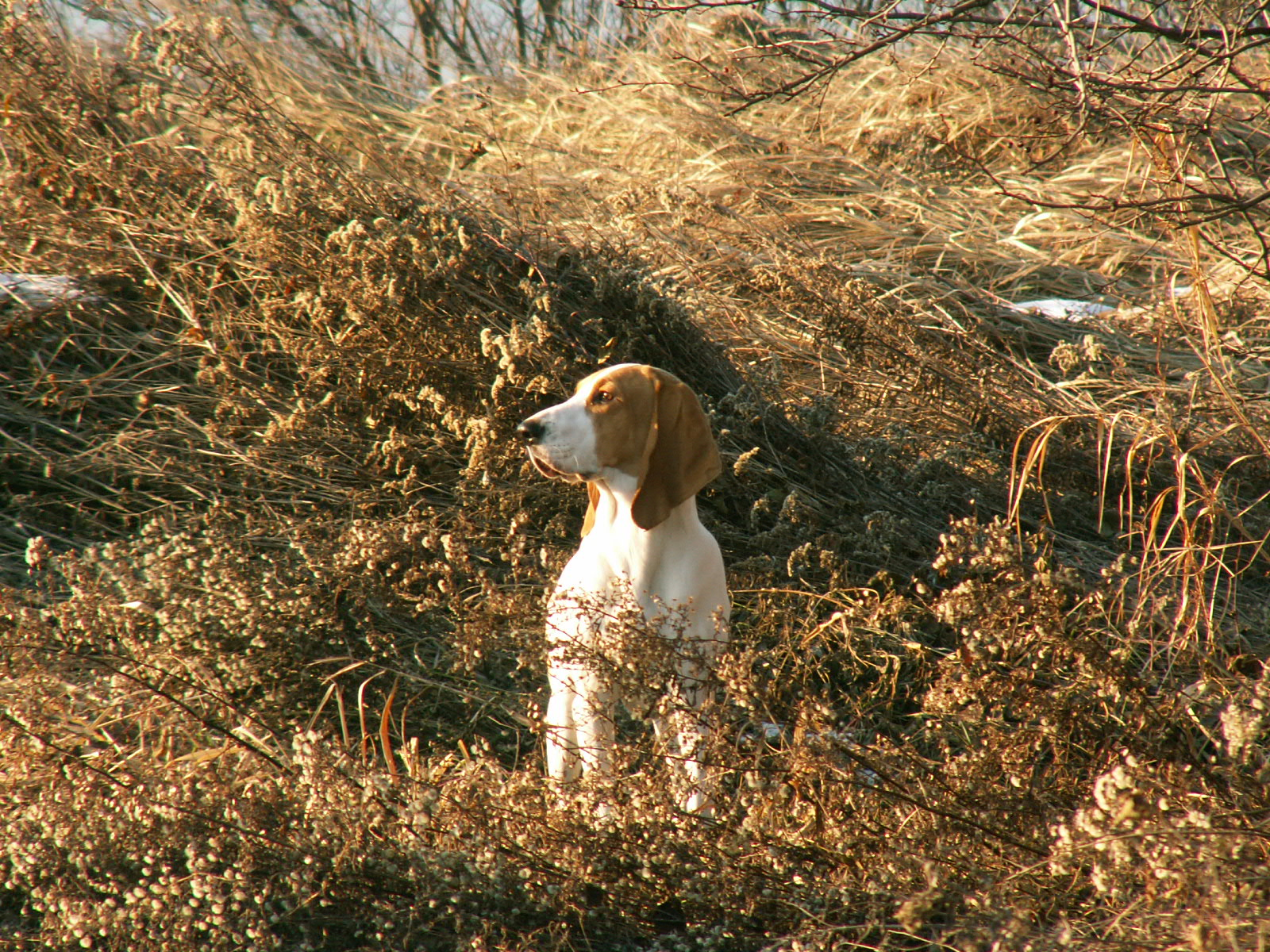

### Výcvik a výchova
Vyžaduje důslednou výchovu, snese i tvrdší zacházení. Protože není tvrdohlavý ani dominantní, je vhodný pro jakýkoliv výcvik.

### Pohyb
Vyžaduje hodně pohybu a musí být neustále zabavený. Pokud se nudí, může se stát stereotypní, v pozdějším stádiu i agresivní. Nedostatek pohybu řeší i utíkáním a lovem zvěře. Je pro něj vhodný jakýkoliv typ pohybu, krom plavání.

### Švýcarští honiči
- Bernský honič
- Luzernský honič
- Jurský honič
- Švýcarský nízkonohý honič